# Liste des chapitres de Code: Breaker
Cet article est un complément de l’article sur le manga Code: Breaker. Il contient la liste des volumes du manga parus en presse à partir du tome 1, avec les chapitres qu’ils contiennent.

## Volumes reliés

### Tomes 1 à 10
| no | Japonais         | Japonais          | Français          | Français          |
| no | Date de sortie   | ISBN              | Date de sortie    | ISBN              |
| --- | ---------------- | ----------------- | ----------------- | ----------------- |
| 1 | 17 octobre 2008  | 978-4-06-384056-8 | 2 février 2011    | 978-2-8116-0418-9 |
| Couverture : Rei Ôgami, Sakura Sakurakôji Pages : 192 + 8 pages couleurListe des chapitres : - code:1 - Au commencement - code:2 - Ceux qui ne n'auront pas le pardon - code:3 - Fille de feu - code:4 - Vers demain - code:5 - Un démon blessé |                  |                   |                   |                   |
| 2 | 17 décembre 2008 | 978-4-06-384081-0 | 6 avril 2011      | 978-2-8116-0449-3 |
| Couverture : Toki Fujiwara, Rei Ôgami Pages : 208Liste des chapitres : - code:6 - Hug, Hug, Hug ! - code:7 - Quand vient le démon - code:8 - Rebelle avec une cause - code:9 - Se battre pour qui - code:10 - Nuit d'orage - code:11 - Le chiffre qu'on ne pourrait oublier - code:12 - Les conditions imposées par le héros - code:13 - Le secret d'Ôgami - code:14 - Nom passé, nom présent                                                      |                  |                   |                   |                   |
| 3 | 17 février 2009  | 978-4-06-384103-9 | 1er juin 2011     | 978-2-8116-0488-2 |
| Couverture : Rei Ôgami, Masaomi Heike Pages : 192Liste des chapitres : - code:15 - Qui est à l'appareil ? - code:16 - Les larmes de Mlle Kanda - code:17 - Le clan Sakurakôji ! - code:18 - Le minus - code:19 - Lien qui vacille - code:20 - Âme bruyante - code:21 - Ces jours qui ne reviendront pas - code:22 - Doigts serrés - code:23 - Échec d'une vie                                                                                      |                  |                   |                   |                   |
| 4 | 17 avril 2009    | 978-4-06-384128-2 | 17 août 2011      | 978-2-8116-0516-2 |
| Couverture : Rei Ôgami, Hitomi Pages : 192Liste des chapitres : - code:24 - Prélude pour un commencement - code:25 - Un homme dangereux - code:26 - Les Fujiwara - code:27 - Le choix - code:28 - Ce qu'on ne voudrait pas perdre - code:29 - Manipuler ce qui brille - code:30 - Serment pour une épitaphe - code:31 - L'éveil du démon - code:extra1 - Mission : chocolat ! - code:extra2 - Mission : marshmallow !                              |                  |                   |                   |                   |
| 5 | 17 juin 2009     | 978-4-06-384150-3 | 5 octobre 2011    | 978-2-8116-0548-3 |
| Couverture : Toki Fujiwara, deux animaux, Yûki Tenpôin, Rei Ôgami Pages : 192Liste des chapitres : - code:32 - Flame Away - code:33 - La croix renversée de la révolte - code:34 - Des rapports si proches, si lointains - code:35 - Nyanmaru super démon - code:36 - Nouveau départ - code:37 - Plus précieux que ce qui est inestimable - code:38 - Vrai Nyanmaru - code:39 - Petite visite chez Ôgami - code:extra3 - Electric Bird             |                  |                   |                   |                   |
| 6 | 17 août 2009     | 978-4-06-384175-6 | 1er décembre 2011 | 978-2-8116-0582-7 |
| Couverture : Sakura Sakurakôji, un animal, Yûki Tenpôin, Toki Fujiwara, Rei Ôgami, Masaomi Heike Pages : 192Liste des chapitres : - code:40 - Mortel et magistral - code:41 - Fatalité des nombres - code:42 - Mériter de vivre - code:43 - Colère rouge - code:44 - Burlesque top niveau - code:45 - Les six re-codes - code:46 - Qui est Sagashimono ? - code:47 - Sagashimono est celui qu'il cherche - code:48 - Tristesse de la grande nature |                  |                   |                   |                   |
| 7 | 16 octobre 2009  | 978-4-06-384196-1 | 1er février 2012  | 978-2-8116-0619-0 |
| Couverture : Rei Ôgami, Sakura Sakurakôji, un animal, Toki Fujiwara Pages : 192Liste des chapitres : - code:49 - Plus on est de fous... - code:50 - C'est toi, le boss ?! - code:51 - Ce que je veux vraiment - code:52 - Veste de contention - code:53 - Malaise et désespoir - code:54 - Distance évidente - code:55 - Double hélice secrète - code:56 - D'abord, les règles de politesse - code:57 - Quoi qu'il en soit...                      |                  |                   |                   |                   |
| 8 | 17 décembre 2009 | 978-4-06-384224-1 | 4 avril 2012      | 978-2-8116-0659-6 |
| Couverture : Rui Hachiôji, Sakura Sakurakôji, Rei Ôgami, Toki Fujiwara, Masaomi Heike Pages : 192Liste des chapitres : - code:58 - Tout lâcher - code:59 - Amertume des profondeurs - code:60 - Gare à ce que tu fais ! - code:61 - Passé toujours vivant - code:62 - Le gardien de la volonté divine - code:63 - Le vrai visage sous le masque - code:64 - Mini Mini, le retour - code:65 - Inoichi - code:extra4 - Baby Smoker                   |                  |                   |                   |                   |
| 9 | 17 février 2010  | 978-4-06-384249-4 | 1er juin 2012     | 978-2-8116-0701-2 |
| Couverture : Rei Ôgami, Yûki Tenpôin, Rui Hachiôji, Masaomi Heike, Toki Fujiwara Pages : 192Liste des chapitres : - code:66 - Directive hautement prioritaire - code:67 - Camping et bataille - code:68 - Fête des pièges - code:69 - Choix du passé - code:70 - Emperess Paradox - code:71 - Code:Call de la confiance - code:72 - L'attaque ultime - code:73 - L'inébranlable volonté - code:74 - Aux limites du combat                          |                  |                   |                   |                   |
| 10 | 17 mai 2010      | 978-4-06-384301-9 | 22 août 2012      | 978-2-8116-0932-0 |
| Couverture : Rei Ôgami, Code:Seeker Pages : 192Liste des chapitres : - code:75 - Derrière la porte interdite - code:76 - Le sourire du démon - code:77 - Pandora Rhapsodie - code:78 - Apparence véritable - code:79 - Bleu de l'existence suprême - code:80 - Champ de bataille de la vérité - code:81 - Parole sans mensonge - code:82 - Gros menteur - code:83 - Heppy                                                                          |                  |                   |                   |                   |

### Tomes 11 à 20
| no | Japonais          | Japonais          | Français         | Français          |
| no | Date de sortie    | ISBN              | Date de sortie   | ISBN              |
| --- | ----------------- | ----------------- | ---------------- | ----------------- |
| 11 | 16 juillet 2010   | 978-4-06-384330-9 | 17 octobre 2012  | 978-2-8116-0921-4 |
| Couverture : Rei Ôgami, Yûki Tenpôin, Toki Fujiwara Pages : 192Liste des chapitres : - code:84 - Lost ! Lost !! Lost !!! - code:85 - Vacuité & gratitude - code:86 - Chercher, retrouver - code:87 - Mascarade nocturne - code:88 - Un jour, il sera là - code:89 - Le retour du manchot - code:90 - La valeur de la vie et de l'argent - code:91 - Chacun sa vérité - code:92 - Ce monde insensé                                                                            |                   |                   |                  |                   |
| 12 | 15 octobre 2010   | 978-4-06-384382-8 | 5 décembre 2012  | 978-2-8116-1018-0 |
| Couverture : Rei Ôgami, Kôji, Yukihina, Rui Hachiôji, Sakura Sakurakôji Pages : 208Liste des chapitres : - code:93 - Chute du souvenir - code:94 - Adieu manoir - code:95 - Tristes retrouvailles - code:96 - Immensurable détermination - code:97 - Un intrus parmi nous - code:98 - Assaut de la terreur - code:99 - Rupture véritable - code:100 - Lost Summer - code:101 - Combat solitaire - code:102 - Trouble                                                         |                   |                   |                  |                   |
| 13 | 17 décembre 2010  | 978-4-06-384419-1 | 30 janvier 2013  | 978-2-8116-1091-3 |
| Couverture : Rei Ôgami, Yûki Tenpôin Pages : 192Liste des chapitres : - code:103 - Immense détermination - code:104 - Amis - code:105 - Feux d'artifice - code:106 - Crimes qui ne s'effaceront jamais - code:107 - Compensation rédemptrice - code:108 - Revanches en chaîne - code:109 - Génération de la Genèse - code:110 - Puissance centenaire - code:111 - Feu à deux têtes                                                                                           |                   |                   |                  |                   |
| 14 | 17 mars 2011      | 978-4-06-384446-7 | 3 avril 2013     | 978-2-8116-1029-6 |
| Couverture : Code:Emperor, Rei Ôgami Pages : 192Liste des chapitres : - code:112 - Improbable geste - code:113 - Mitarashi Dango - code:114 - Le premier et ultime vœu - code:115 - Plus exceptionnel qu'exceptionnel - code:116 - Fascinante face obscure du joker - code:117 - La place sur le champ de bataille - code:118 - Souvenir pingouin - code:119 - La fille qui traversait le temps - code:120 - Inconnu petit dragon                                            |                   |                   |                  |                   |
| 15 | 17 juin 2011      | 978-4-06-384489-4 | 29 mai 2013      | 978-2-8116-1159-0 |
| Couverture : Rei Ôgami Pages : 192Liste des chapitres : - code:121 - Fragment de souvenir - code:122 - La flamme ressuscitée - code:123 - L'hymne de Nyanmaru - code:124 - L'écho non renvoyé - code:125 - Le chemin que la marque indique - code:126 - Étoiles terrestres - code:127 - Le cœur changeant - code:128 - Le signe de leur retour - code:129 - Le temps congelé                                                                                                 |                   |                   |                  |                   |
| 16 | 17 octobre 2011   | 978-4-06-384535-8 | 14 août 2013     | 978-2-8116-1209-2 |
| Couverture : Rei Ôgami, Toki Fujiwara Pages : 192Liste des chapitres : - code:130 - 1 2 3 2 - code:131 - La première étreinte - code:132 - Les mouvements du joker - code:133 - La preuve de sa détermination - code:134 - Ses derniers mots - code:135 - Ses paroles lui reviennent - code:136 - La flamme de Rei Ôgami - code:137 - Pour le bien de personne - code:138 - Conformément à sa résolution                                                                     |                   |                   |                  |                   |
| 17 | 17 janvier 2012   | 978-4-06-384599-0 | 2 octobre 2013   | 978-2-8116-1264-1 |
| Couverture : Rei Ôgami, Masaomi Heike, Sakura Sakurakôji, Rui Hachiôji Pages : 192Liste des chapitres : - code:139 - Une passion perplexe - code:140 - Souvenirs éternels - code:141 - Le miracle interdit - code:142 - L'ultime Cannon Gauss - code:143 - Le gardien, l'assassin et le puissant - code:144 - La vérité de l'homme saint - code:145 - Le festival de Kibô - code:146 - L'origine du festival de Kibô - code:147 - Vaillance ou inconscience                  |                   |                   |                  |                   |
| 18 | 17 avril 2012     | 978-4-06-384656-0 | 27 novembre 2013 | 978-2-8116-1296-2 |
| Couverture : Rei Ôgami, Yûki Tenpôin, Rui Hachiôji, Masaomi Heike, Toki Fujiwara Pages : 192Liste des chapitres : - code:148 - La croix et la médaille - code:149 - Sa part d'ombre - code:150 - Une leçon du passé - code:151 - Cette chose que possède Ôgami - code:152 - Une divinité versatile - code:153 - Le secret de Misoshiru - code:154 - Le trèfle à quatre feuilles - code:155 - Kabutowari, prêt à trancher - code:156 - La conversation silencieuse bilatérale |                   |                   |                  |                   |
| 19 | 17 juillet 2012   | 978-4-06-384707-9 | 6 février 2014   | 978-2-8116-1365-5 |
| Couverture : Yûki Tenpôin Pages : 192Liste des chapitres : - code:157 - L'écho du retour - code:158 - L'identifiant mélancolique - code:159 - Le requiem blanc - code:160 - Ce que vous rêviez de devenir - code:161 - Les démons se métamorphosent - code:162 - La triste catharsis - code:163 - L'esprit glacé des flammes - code:164 - La vérité concernant l'Eden - code:165 - L'écroulement au-delà de rayon de lumière                                                 |                   |                   |                  |                   |
| 20 | 14 septembre 2012 | 978-4-06-384736-9 | 2 avril 2014     | 978-2-8116-1408-9 |
| Couverture : Rui Hachiôji Pages : 192Liste des chapitres : - code:166 - Un petit dieu protecteur - code:167 - Rui - code:168 - Un Alleviator - code:169 - Libération de l’œil du diable - code:170 - Les anges du 32 décembre - code:171 - Le jeu de la mort - code:172 - La décisi0on de l'écume - code:173 - L'atout de Rei Ôgami - code:174 - Quels mensonges au-delà du conflit                                                                                          |                   |                   |                  |                   |

### Tomes 21 à 26
| no | Japonais          | Japonais          | Français         | Français          |
| no | Date de sortie    | ISBN              | Date de sortie   | ISBN              |
| --- | ----------------- | ----------------- | ---------------- | ----------------- |
| 21 | 17 octobre 2012   | 978-4-06-384750-5 | 28 mai 2014      | 978-2-8116-1495-9 |
| Couverture : Masaomi Heike Pages : 192Liste des chapitres : - code:175 - Le résultat de la trahison - code:176 - Le déjeuné d'affaires - code:177 - L'écho d'un chuchotement - code:178 - De ces mains énormes - code:179 - Le trauma qui ne partira jamais - code:180 - Un grand coup pour Badump - code:181 - La fraise et le citron - code:182 - Jusqu'à ce jour - code:183 - L'école ciblée |                   |                   |                  |                   |
| 22 | 17 décembre 2012  | 978-4-06-384783-3 | 20 août 2014     | 978-2-8116-1537-6 |
| Couverture : Rei Ôgami Pages : 192 Extra : Au Japon, le tome 22 (ISBN 978-4-06-358409-7) est sorti en édition limitée contenant un DVD.Liste des chapitres : - code:184 - Étendant pour le mirage - code:185 - Le jugement de l'ange - code:186 - La mélodie des souvenirs - code:187 - Le jour consacré au sport ! - code:188 - Travail d'équipe - code:189 - Pas ici - code:190 - Sentiments passagers - code:191 - Quand le renard et le raton laveur s'échangent - code:192 - Le dernier combat du festival sportif |                   |                   |                  |                   |
| 23 | 15 février 2013   | 978-4-06-384813-7 | 1er octobre 2014 | 978-2-8116-1609-0 |
| Couverture : Toki Fujiwara Pages : 192 Extra : Au Japon, le tome 23 (ISBN 978-4-06-358410-3) est sorti en édition limitée contenant un DVD.Liste des chapitres : - code:193 - Répugnance - code:194 - La justice juste - code:195 - Un miracle sur deux cents - code:196 - La raison d'être - code:197 - La croix de Maria - code:198 - Passant le témoin de la bonté - code:199 - Le nouveau roi démon - code:200 - Jalousie humaine - code:201 - Le retour de l'empereur |                   |                   |                  |                   |
| 24 | 17 avril 2013     | 978-4-06-384846-5 | 3 décembre 2014  | 978-2-8116-1649-6 |
| Couverture : Sakura, Puppy Pages : 192 Extra : Au Japon, le tome 24 (ISBN 978-4-06-358411-0) est sorti en édition limitée contenant un DVD.Liste des chapitres : - code:202 - Le dernier - code:203 - Zed, le héros - code:204 - Un vœu d'immortalité - code:205 - La désillusion de Sakura - code:206 - Les véritables sentiments de Toki - code:207 - Le secret - code:208 - Sentiments refoulés - code:209 - Le jour du retour - code:210 - Je suis comme je suis |                   |                   |                  |                   |
| 25 | 17 juillet 2013   | 978-4-06-384877-9 | 4 février 2015   | 978-2-8116-1816-2 |
| Couverture : Rei Ôgami, Toki Fujiwara, Yûki Tenpôin, Rui Hachiôji, Masaomi Heike Pages : 192Liste des chapitres : - code:211 - Le banquet des dieux - code:212 - La famille Dango - code:213 - Le sourire du diable - code:214 - Là où survient le miracle - code:215 - La flamme de l'illusion - code:216 - Une excellente maîtrise des flammes - code:217 - Ma détermination jadis - code:218 - La flamme fantaisiste - code:219 - Le trèfle porte-bonheur - code:220 - L'Hell Peace maléfique, 1re partie - Affliction |                   |                   |                  |                   |
| 26 | 17 septembre 2013 | 978-4-06-394927-8 | 1er avril 2015   | 978-2-8116-1870-4 |
| Liste des chapitres : - code:221 - L'Hell Peace maléfique, 2e partie - Esprit combatif - code:222 - L'Hell Peace maléfique, 3e partie - E.J - code:223 - L'Hell Peace maléfique, 4e partie - La flamme bleue de départ - code:224 - L'Hell Peace maléfique, 5e partie - Grandes aspirations - code:225 - L'Hell Peace maléfique, 6e partie - Baby Smoker - code:226 - L'Hell Peace maléfique, 7e partie - Espoir - code:227 - L'Hell Peace maléfique, 8e partie - La flamme des sept derniers - code:228 - L'Hell Peace maléfique, 9e partie - Ce qui a été obtenu et perdu - code:229 - Épilogue, adieu Rei Ôgami - code:230 - Épilogue, ensemble éternellement - code:extra - 5 ans après |                   |                   |                  |                   |

### Kodansha BOOKS
1. 1 2  Tome 1
2. 1 2  Tome 2
3. 1 2  Tome 3
4. 1 2  Tome 4
5. 1 2  Tome 5
6. 1 2  Tome 6
7. 1 2  Tome 7
8. 1 2  Tome 8
9. 1 2  Tome 9
10. 1 2  Tome 10
11. 1 2  Tome 11
12. 1 2  Tome 12
13. 1 2  Tome 13
14. 1 2  Tome 14
15. 1 2  Tome 15
16. 1 2  Tome 16
17. 1 2  Tome 17
18. 1 2  Tome 18
19. 1 2  Tome 19
20. 1 2  Tome 20
21. 1 2  Tome 21
22. 1 2  Tome 22
23. ↑  Tome 22 Édition limitée
24. 1 2  Tome 23
25. ↑  Tome 23 Édition limitée
26. 1 2  Tome 24
27. ↑  Tome 24 Édition limitée
28. 1 2  Tome 25
29. 1 2  Tome 26

### Pika Édition
1. 1 2  Tome 1
2. 1 2  Tome 2
3. 1 2  Tome 3
4. 1 2  Tome 4
5. 1 2  Tome 5
6. 1 2  Tome 6
7. 1 2  Tome 7
8. 1 2  Tome 8
9. 1 2  Tome 9
10. 1 2  Tome 10
11. 1 2  Tome 11
12. 1 2  Tome 12
13. 1 2  Tome 13
14. 1 2  Tome 14
15. 1 2  Tome 15
16. 1 2  Tome 16
17. 1 2  Tome 17
18. 1 2  Tome 18
19. 1 2  Tome 19
20. 1 2  Tome 20
21. 1 2  Tome 21
22. 1 2  Tome 22
23. 1 2  Tome 23
24. 1 2  Tome 24
25. 1 2  Tome 25
26. 1 2  Tome 26